# Alfred Ackermann-Teubner

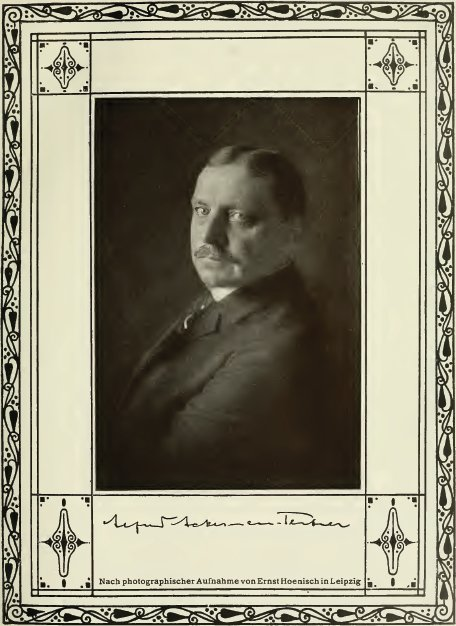
Alfred Ackermann-Teubner

Alfred Gustav Benedictus Ackermann-Teubner (* 31. Januar 1857 in Leipzig; † 18. Februar 1941 ebenda) war ein deutscher Verleger, Buchhändler und Inhaber der Verlagsbuchhandlung und Buchdruckerei B. G. Teubner in Leipzig.

## Leben
Alfred Ackermann war ein Sohn des Verlegers Albin Ackermann und dessen Ehefrau Anna Ackermann geb. Teubner. Er nannte seinen Namen in der Regel ohne den Zusatz -Teubner, den seit Vater seit 1852 auf Wunsch seines Schwiegervaters zeitweilig geführt hatte. Er absolvierte 1875 die Petrischule Leipzig und hörte 1876–1878 an der Universität Leipzig hauptsächlich naturwissenschaftliche und volkswirtschaftliche Vorlesungen neben einer beruflichen Ausbildung im Verlagshaus B. G. Teubner, die er dann bei Ballantyne, Hanson & Co. in London und Haar & Steinert in Paris fortsetzte.
1882 trat er als Mitinhaber in das Verlagshaus B. G. Teubner in Leipzig ein. Dort widmete er sich zunächst der Druckerei und ging später zum Verlag über, wo er sich besonders der Mathematik, den technischen und den Naturwissenschaften zuwandte. Am 9. Juni 1885 heiratete er Marie Mathilde de Liagre (1865–1950), eine Tochter des 1907 nobilitierten Kommerzienrats und Geheimen Kämmerer des Papstes Albert de Liagre (1833–1908) und der Anna Samson (1840–1912).
Von 1903 bis 1919 war er Schatzmeister der Deutschen Mathematiker-Vereinigung. Er war von 1902 bis 1941 Mitglied der Astronomischen Gesellschaft.
Seit dem Tod seines Vaters 1903 war er Eigentümer des Ritterguts Gundorf bei Leipzig. Die Initialen „AA“ schmücken heute noch das schmiedeeiserne Tor an der Leipziger Straße und die großen Flügeltüren am Haupteingang des Schlosses.
1912 stiftete er bei der Universität Leipzig den nach ihm benannten Alfred Ackermann-Teubner-Gedächtnispreis zur Förderung der Mathematischen Wissenschaften.
Er bekleidete in früheren Jahren verschiedene Ehrenämter. Anlässlich des 450-jährigen Jubiläums der Greifswalder Universität im Jahr 1906 verlieh ihm die dortige philosophische Fakultät für Verdienste, die er sich als Verlagsbuchhändler um die mathematischen Wissenschaften erworben hat, die Ehrendoktorwürde (als Dr. phil. h. c.).
Ab 1916 zog er sich aus dem Geschäft zurück. Seine Urne wurde im Ackermannschen Erbbegräbnis in der VII. Abteilung des Neuen Johannisfriedhofs beigesetzt und nach dessen Schließung auf den Südfriedhof (II. Abt., Erbbegräbnis 1) überführt. Der Verlagsbuchhändler Erich Ackermann war sein Sohn.

## Ehrungen
- Domherr und Senior des Domkapitels von Wurzen
- Hofrat, später Geheimer Hofrat
- Ehrendoktorwürde der Philosophischen Fakultät der Universität Greifswald
- Ehrendoktorwürde der Technischen Hochschule Darmstadt